# Jason Haldane
Jason Haldane (* 23. Juli 1971 in Terrace, Kanada) ist ein kanadisch-britischer Volleyballspieler. Er ist 2,03 m groß und wiegt über 100 kg.
Haldane spielte in seiner Karriere bei über einem Dutzend Vereinen, seit 2008 bei Volley Forlì (2008/09), Acqua Paradiso Monza Brianza (2009/10), Çankaya Belediyesi Ankaspor (2010/11) und zuletzt in Bulgarien bei ZSKA Sofia.
Ab 1992 spielte Jason Haldane in der kanadischen Nationalmannschaft. Bis 2004 absolvierte er über 300 Spiele mit dem kanadischen Team konnte sich jedoch nie für Olympische Sommerspiele qualifizieren. Dies änderte sich nach Vergabe der Olympischen Sommerspiele 2012 nach London. Da sein Vater Brite war, war Haldane für das als Gastgeber fix qualifizierte britische Team spielberechtigt. 2009 debütierte er in der neu aufgestellten Britischen Nationalmannschaft. Mit 41 Jahren war Jason Haldane der älteste Spieler der Briten, die nach der Vorrunde ausschieden.